# Маунт Вернон (Индијана)
Маунт Вернон (енгл. Mount Vernon) град је у америчкој савезној држави Индијана.

## Демографија
По попису из 2010. године број становника је 6.687, што је 791 (-10,6%) становника мање него 2000. године.
| Група             | 2000.         | 2010.         |
| Белци             | 7.139 (95,5%) | 6.201 (92,7%) |
| Афроамериканци    | 198 (2,6%)    | 185 (2,8%)    |
| Азијати           | 17 (0,2%)     | 28 (0,4%)     |
| Хиспаноамериканци | 42 (0,6%)     | 113 (1,7%)    |
| Укупно            | 7.478         | 6.687         |